# Elisabeth Piller
Elisabeth Marie Piller (* 30. November 1984 in Tübingen) ist eine deutsche Historikerin und Hochschullehrerin an der Albert-Ludwigs-Universität Freiburg.

## Leben
Piller studierte Neueste Geschichte, Amerikanische Geschichte und Religionswissenschaften an der Ruprecht-Karls-Universität Heidelberg und der University of Tennessee in Knoxville (USA), wo sie 2008 den Bachelor ablegte. Von 2009 bis 2011 war Piller Wissenschaftliche Mitarbeiterin am Deutschen Historischen Institut in Washington, D.C.; 2011 erfolgte in Heidelberg der Masterabschluss. Anschließend war Piller seit 2012 zunächst Lehrbeauftragte, dann Wissenschaftliche Mitarbeiterin in den Fächern internationale Geschichte und amerikanische Geschichte an der Technisch-Naturwissenschaftlichen Universität Norwegens (NTNU) in Trondheim, wo sie 2018 mit der Studie Selling Weimar. German public diplomacy and the United States, 1918–1933 promoviert wurde. Von 2018 bis 2020 war Piller Postdoktorandin am University College Dublin (Irland) und an der Universität Oslo (Norwegen). Seit November 2020 ist sie Juniorprofessorin für Transatlantische und Nordamerikanische Geschichte am Historischen Seminar der Universität Freiburg.

## Auszeichnungen
- 2018: ifa-Forschungspreis Auswärtige Kulturpolitik[4]
- 2019: Franz Steiner Preis für Transatlantische Geschichte[4]
- 2019: Friedrich-Ebert-Preis[4]
- 2022: Transatlantic Studies Association-Cambridge University Press Book Prize (für Selling Weimar).[5]

## Schriften (Auswahl)
- Selling Weimar. German public diplomacy and the United States, 1918–1933. Franz Steiner Verlag, Stuttgart 2021, ISBN 3-515-12847-6 (Zugl.: Trondheim, Univ., Diss., 2018). (online)
- Atlantic Ocean, 1923: European Student Relief, Humanitarianism, and Post-World War I Reconciliation. Institut für Europäische Geschichte, Mainz 2019, urn:nbn:de:0159-2019042427 (englisch, ieg-mainz.de).
- The transatlantic dynamics of European cultural diplomacy: Germany, France and the battle for US affections in the 1920s. Universität Freiburg, 2021, doi:10.1017/S0960777321000035, urn:nbn:de:bsz:25-freidok-2190650 (englisch, uni-freiburg.de).
- mit Benjamin G. Martin: Cultural diplomacy and Europe's twenty years’ crisis, 1919–1939: introduction. Universität Freiburg, 2021, doi:10.1017/S096077732000065X, urn:nbn:de:bsz:25-freidok-2190667 (englisch, uni-freiburg.de).
- Prelude to re-education: US internationalists, students and the German Problem, 1919–1949. Universität Freiburg, 2024, doi:10.1093/ehr/cead150, urn:nbn:de:bsz:25-freidok-2467069 (englisch, uni-freiburg.de).
- zus. mit Ronald G. Asch und Peter Eich (Hg.): Imperien. Temporalität, Visualisierungen und post-imperiale Ordnungen. Albert-Ludwigs-Universität, Freiburg im Breisgau 2024, ISBN 978-3-910380-04-2.
- A humanitarian moment? The U.S. military in Europe, 1943–1946. Universität Freiburg, 2024, doi:10.1017/mah.2024.4, urn:nbn:de:bsz:25-freidok-2473277 (englisch, uni-freiburg.de).